# Jiří Novosad (malíř)
Jiří Novosad (18. dubna 1949 Ústí nad Labem – 29. září 2006 Lovosice) byl český akademický malíř.

## Život
Akademický malíř Jiří Novosad absolvoval v letech 1972–1978 Akademii výtvarných umění v Praze u prof. Jana Smetany.